# Cuando vuelvas a mi lado
Cuando vuelvas a mi lado es una película española dirigida por Gracia Querejeta y estrenada en el año 1999.

## Argumento
Después de mucho tiempo sin verse, tres hermanas -Gloria, Ana y Lidia- se vuelven a reunir de nuevo ya que su madre, Adela ha fallecido. Y aunque ella había pasado más de treinta años de su vida sin decir ni una sola palabra, escribió un papel en el que expresaba su última voluntad, que no era otra que sus cenizas se repartieran en tres partes iguales a otras tantas personas. Gloria tiene 47 años, es soltera y aficionada a bailar boleros; Ana es una prostituta de lujo que pasa ya de los 40, pero de la que nadie lo diría; y Lidia se ha quedado embarazada sin estar casada. Las tres iniciarán un largo viaje en el cual conocerán la auténtica verdad sobre porqué su madre se quedó sola, y porqué su padre huyó cuando eran pequeñas. El descubrimiento de esos secretos familiares determinará el futuro de todas ellas.

## Localizaciones de rodaje
La película fue rodada en Madrid, León y Galicia.

## Premios
Medallas del Círculo de Escritores Cinematográficos de 1999
| Categoría        | Persona         | Resultado |
| ---------------- | --------------- | --------- |
| Mejor fotografía | Alfredo F. Mayo | Ganador   |